# Mihai Cotorobai
Mihai Cotorobai (n. 25 martie 1951, Puhoi, raionul Ialoveni, Republica Moldova – d. 6 ianuarie 2021) a fost un jurist și politician din Republica Moldova. A fost deputat în Parlamentul Republicii Moldova în 1990-1994 și a servit ca membru al Curții Constituționale a Republicii Moldova (1996-2002) și ca Avocat al poporului (2015-2021).

## Biografie

### Studii
Mihai Cotorobai a absolvit cu medalie Școala-internat nr.1 din Chișinău în 1968. Până în 1973 a studiat dreptul la Universitatea de Stat din Moldova și la Universitatea de Stat din Leningrad. A făcut perfecționare în drept la Universitatea de Stat „M. V. Lomonosov” din Moscova, obținând diplomă în 1982. În 1995 a primit un Certificat de participare de la Universitatea din Connecticut.

### Carieră
Din 1973, a predat dreptul la Facultatea de Drept a Universității de Stat din Moldova, având grad didactic de lector, apoi lector superior. De asemenea, a fost profesor de drept la Academia de Administrare Publică (1993-2003) și la Universitatea Liberă Internațională din Moldova (1994-1998).
Cotorobai a mai lucrat ca expert juridic în Comisia de drept și Comisia pentru problemele ale administrației publice ale Fundației „Soros” din Moldova în perioada anilor 1994-1997 și ca arbitru al Curții de Arbitraj și Mediere a Uniunii Producătorilor Agricoli „UniAgroProtect” în 2005-2010.
A fost conducător al grupului de elaborare a Constituției Republicii Moldova, precum și coautor al monografiilor „Dreptul agricol” și „Dreptul funciar”. A publicat articole în reviste de specialitate.

### Activitate politică
La alegerile din 1990, a fost ales deputat în Parlamentul Republicii Moldova pe circumscripția Țipala, Ialoveni. În această calitate, a fost președinte al Comisiei pentru autoadministrare și economie locală. A avut un singur mandat, până în 1994.

### Curtea Constituțională
Mihai Cotorobai a devenit unul din membrii Curții Constituționale a Republicii Moldova (CCRM) la 8 august 1996. A demisionat la 26 septembrie 2002. La CCRM, a mai lucrat ca ofițer de legătură al CCRM cu Comisia de la Veneția și cu Asociația Curților Constituționale Francofone din 1997 și Președinte al Consiliului științific-consultativ al CCRM din 1998; a părăsit ambele funcții odată cu demisia.

### Avocat al poporului
La 3 aprilie 2015, Cotorobai a devenit Avocat al poporului (ombudsman) al Republicii Moldova. A servit în această funcție până la deces.

## Premii și recunoaștere
Mihai Cotorobai a fost decorat cu următoarele distincții:
- Medalia „Meritul Civic” (1996)[3]
- Titlul „Om Emerit” (2000)[4]
- Ordinul de Onoare (2010)[5]
- Ordinul Republicii (2012)[6]

## Deces
Conform unor surse, Mihai Cotorobai a decedat din cauza unor complicații provocate de COVID-19.